# Nogales (Arizona)
Nogales és una població dels Estats Units a l'estat d'Arizona. Segons el cens del 2007 tenia 19.870 habitants.

## Demografia
Segons el cens del 2000, Nogales tenia 20.878 habitants, 5.985 habitatges, i 4.937 famílies La densitat de població era de 387 habitants/km².
Dels 5.985 habitatges en un 47,9% hi vivien nens de menys de 18 anys, en un 56,3% hi vivien parelles casades, en un 21,9% dones solteres, i en un 17,5% no eren unitats familiars. En el 15,1% dels habitatges hi vivien persones soles el 7,6% de les quals corresponia a persones de 65 anys o més que vivien soles. El nombre mitjà de persones vivint en cada habitatge era de 3,45 i el nombre mitjà de persones que vivien en cada família era de 3,86.
Per edats la població es repartia de la següent manera: un 34,6% tenia menys de 18 anys, un 9,5% entre 18 i 24, un 25,5% entre 25 i 44, un 19,5% de 45 a 60 i un 10,8% 65 anys o més.
L'edat mediana era de 30 anys. Per cada 100 dones de 18 o més anys hi havia 81,3 homes.
La renda mediana per habitatge era de 22.306 $ i la renda mediana per família de 24.637 $. Els homes tenien una renda mediana de 24.636 $ mentre que les dones 18.403 $. La renda per capita de la població era de 10.178 $. Aproximadament el 30,8% de les famílies i el 33,9% de la població estaven per davall del llindar de pobresa.

## Poblacions més a prop
El següent diagrama mostra les poblacions més a prop.